# Pohořský ledopád
Pohořský ledopád je malý ledopád nacházející severozápado-západně od Pohoře, místní části města Odry v okrese Nový Jičín v Moravskoslezském kraji.

## Další informace
Pohořský ledopád je situován v lesích ve svahu kopce u silnice spojující město Odry a vesnici Pohoř. Nachází se v bývalém kamenolomu v lomové stěně po těžbě droby. Skalním útesem prosakuje voda, která v zimním období za příznivých chladných podmínek vytváří ledový pokryv a ledopád. Výška ledopádu je asi 4 m. Místo je zajímavé také z geologického hlediska, kde v jemnozrnných drobách a jílovitých břidlicích kyjovických vrstev se vyskytují synklinály tektonické vrásy řádově délky kilometrů. Dobře patrný je také zámek vrásy. Místo je celoročně volně přístupné.

## Galerie

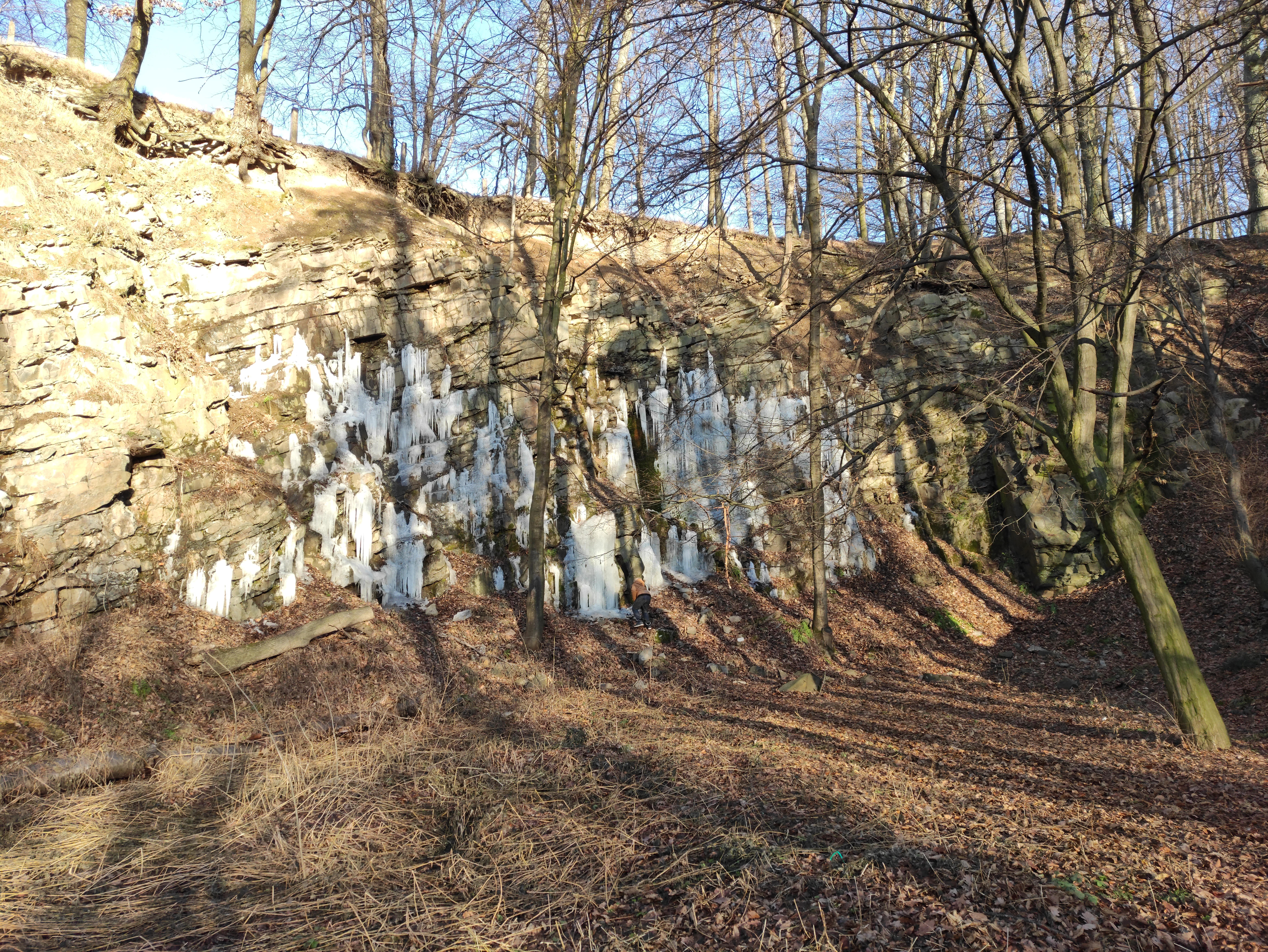
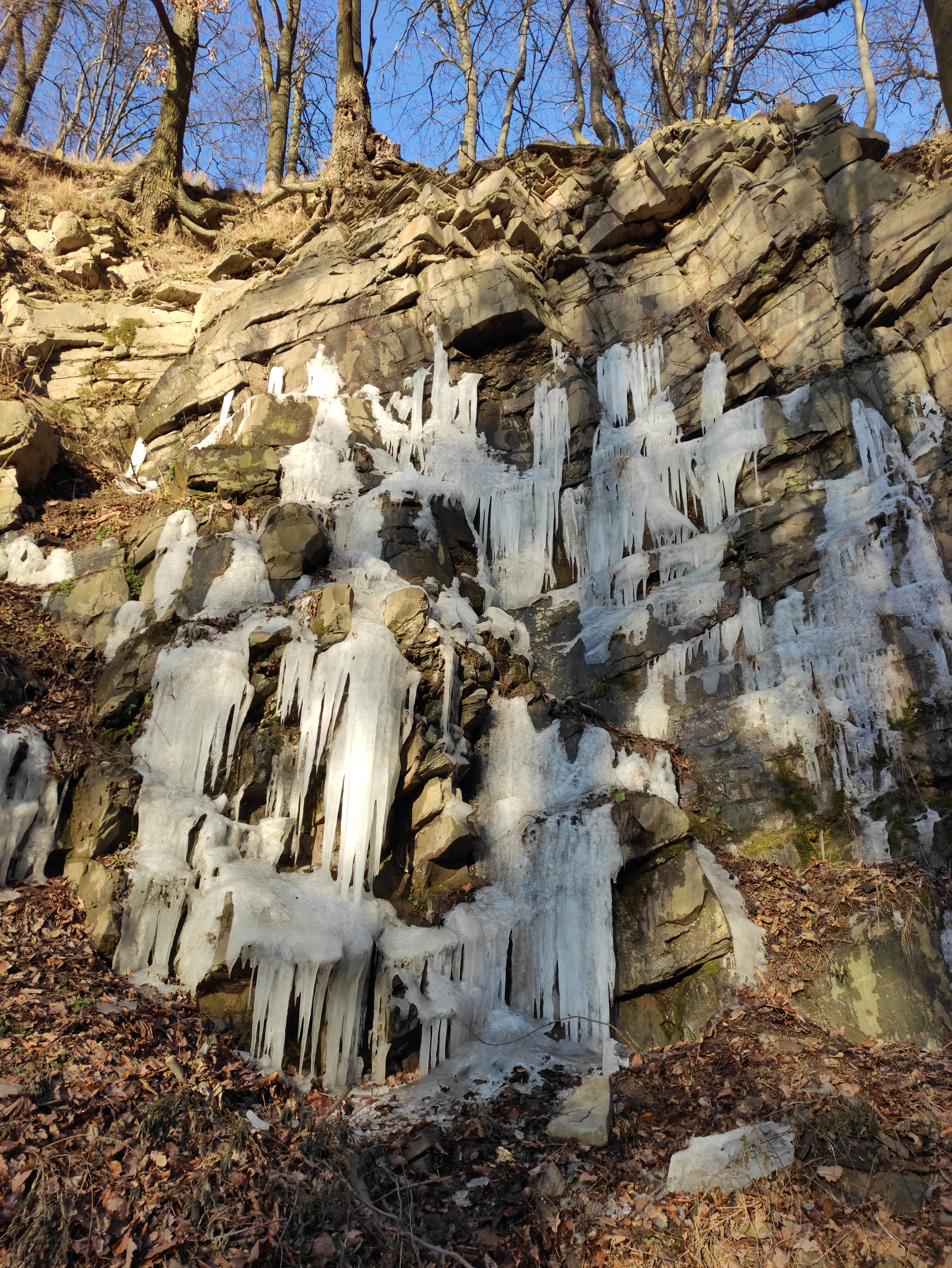
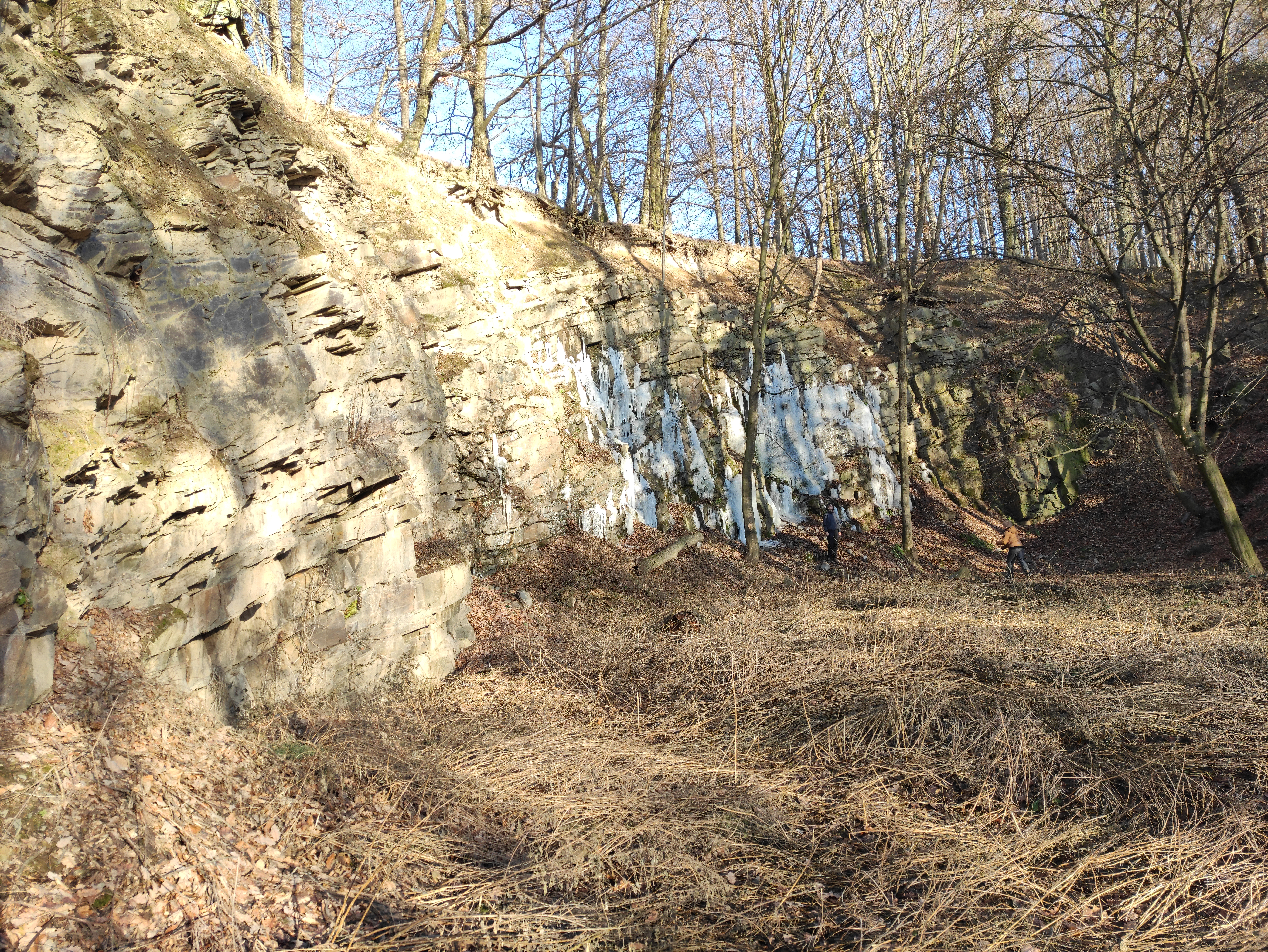
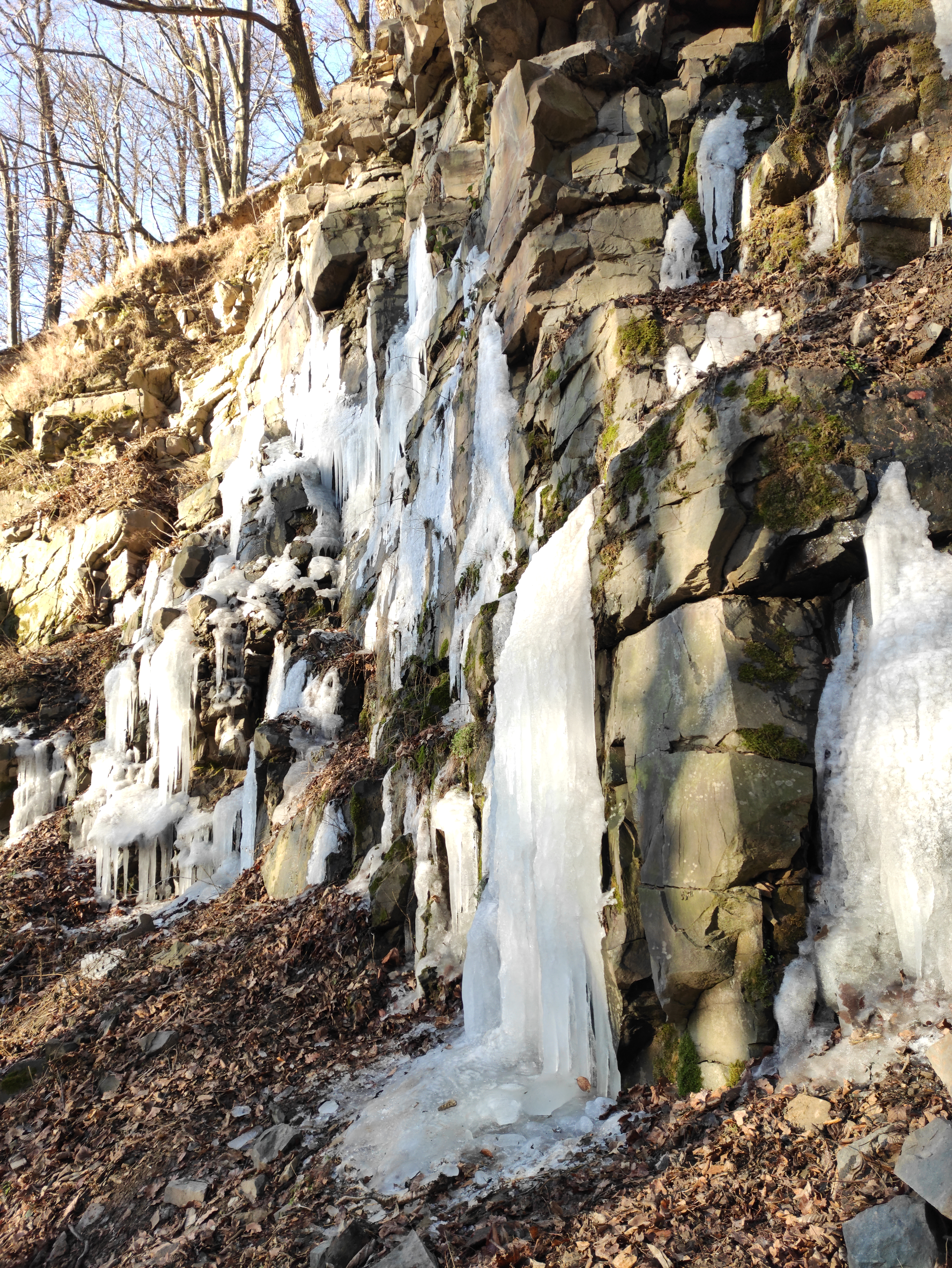
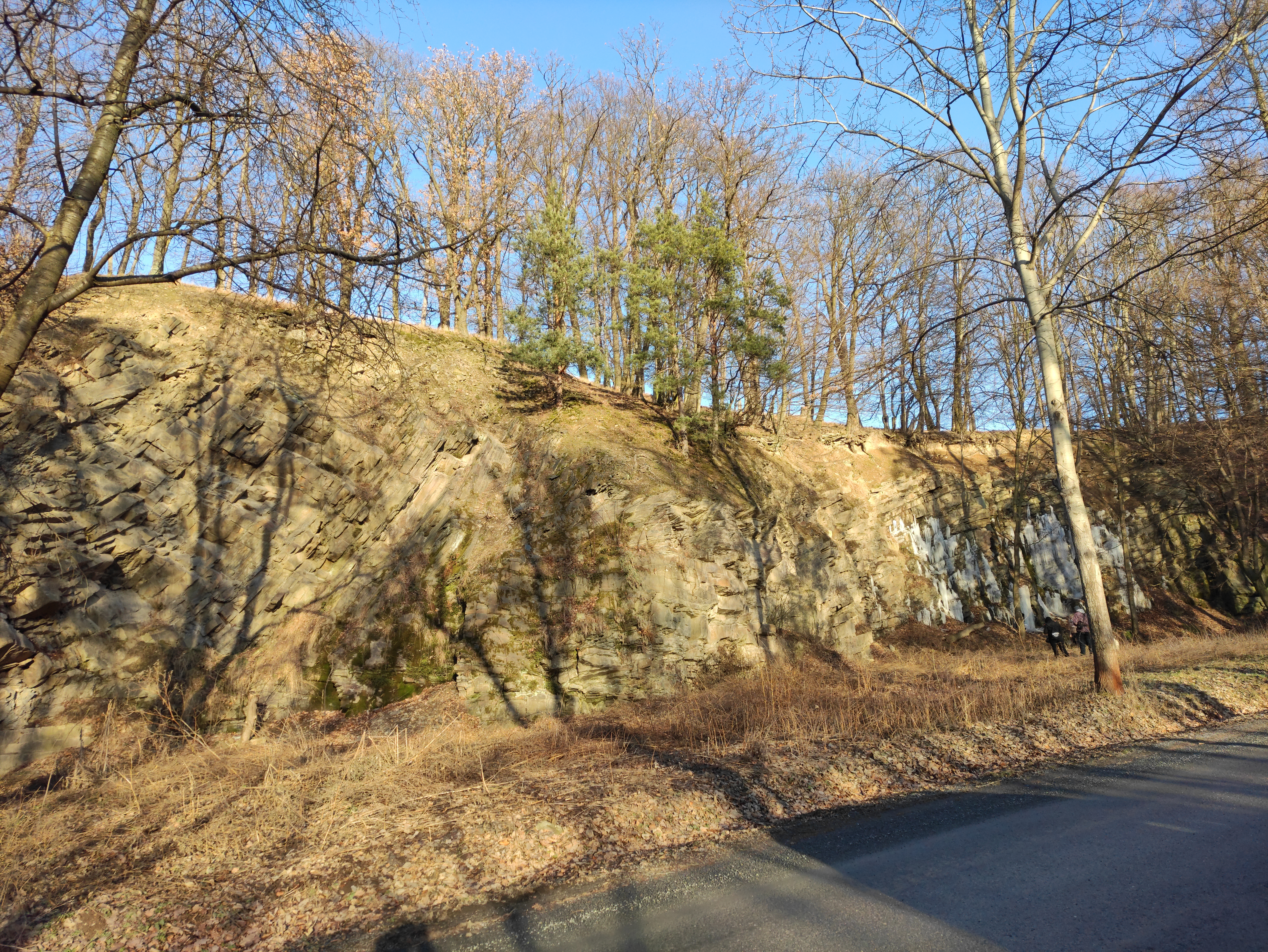
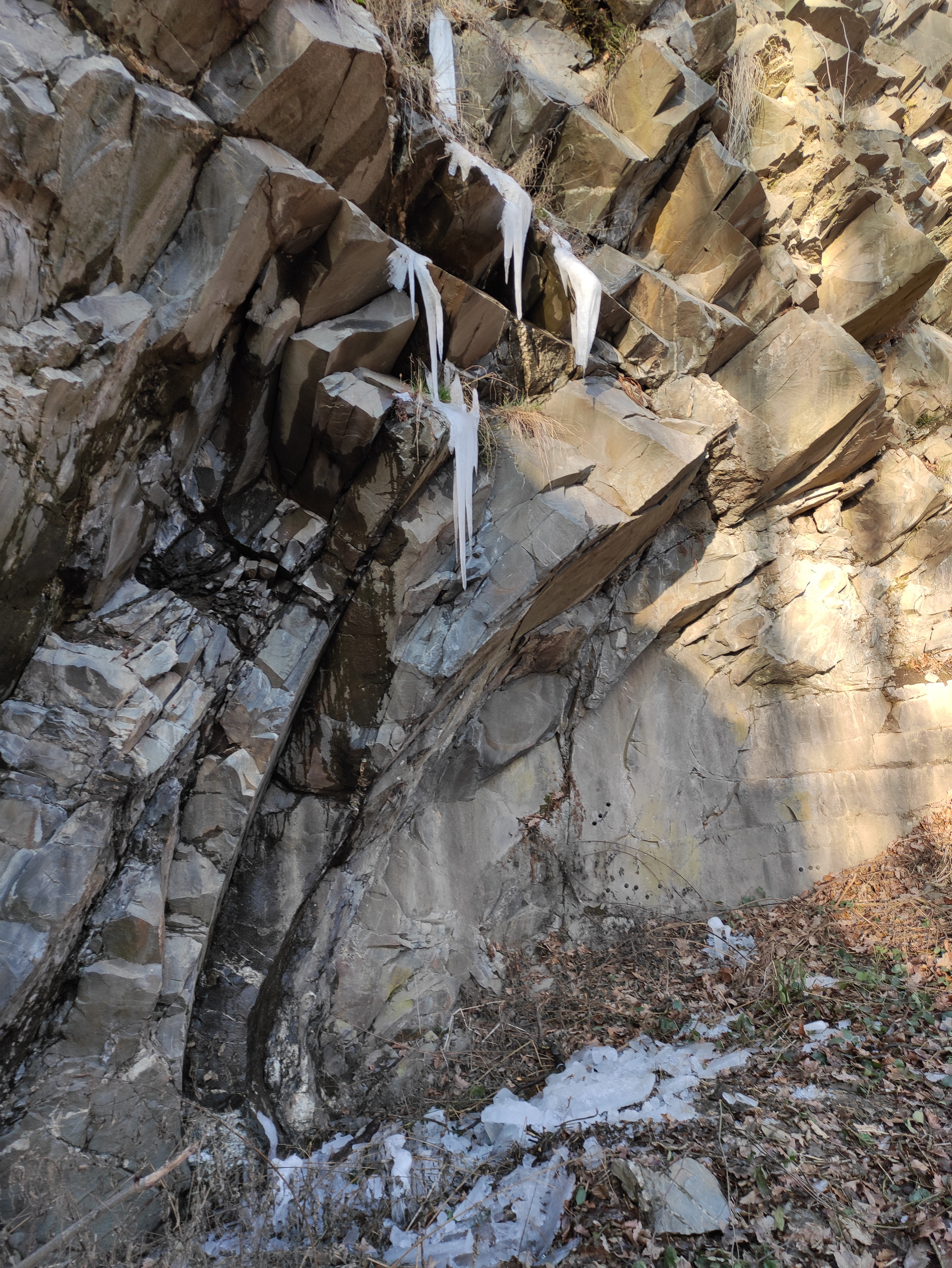
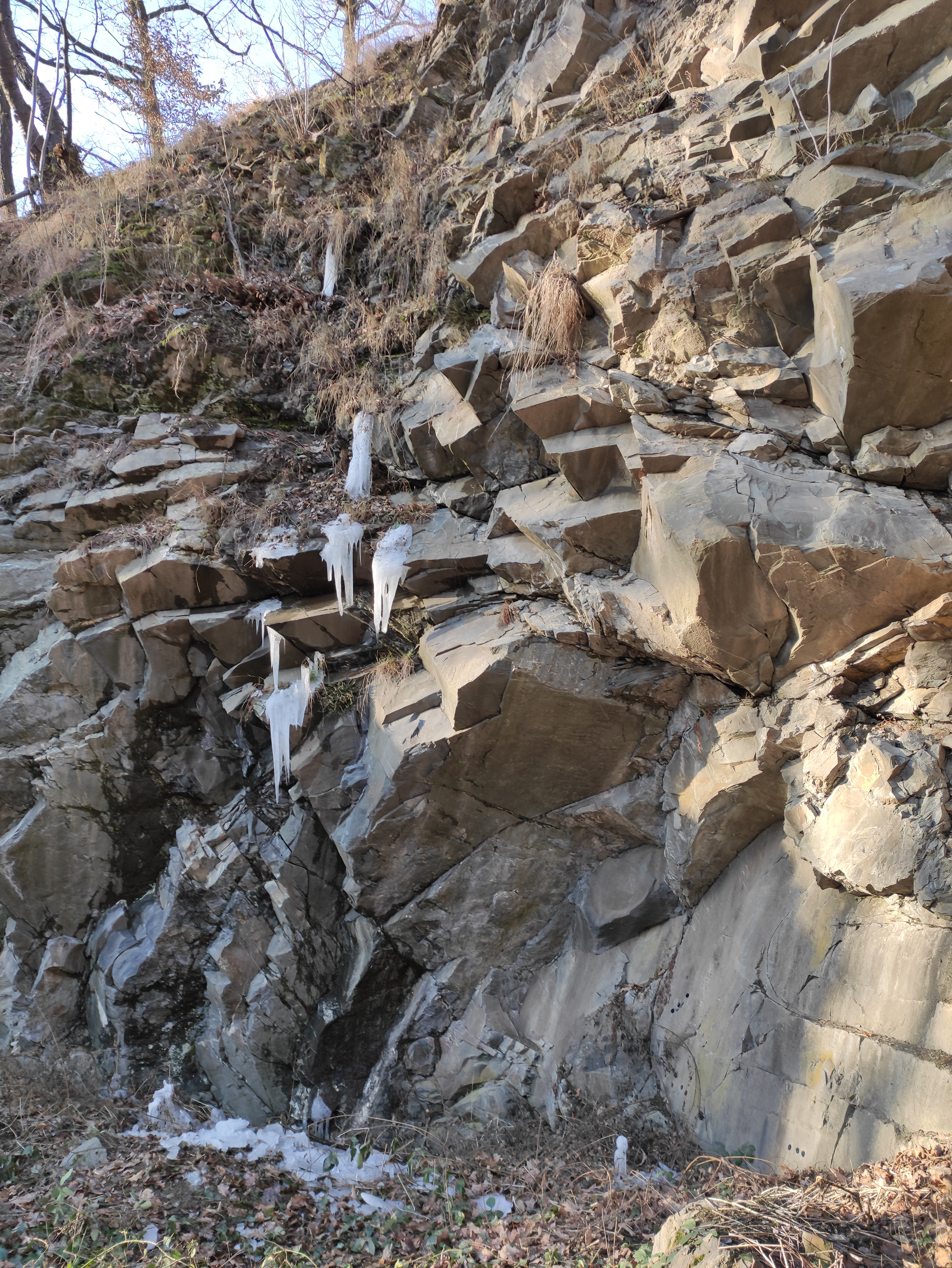